# Aschisma kansanum
Espèce
Statut de conservation UICN

 VU D2 : Vulnérable
Aschisma kansanum est une espèce de plantes de la famille des Pottiaceae.

## Publication originale
- Torreya 15: 63. 1915.